# Cutie Mommy
Cutie★Mommy (キューティー★マミー, kyuutii mami) est un groupe de J-pop féminin créé en 2005, composé de trois populaires chanteuses et idoles japonaises des années 1980 : Chiemi Hori, Yū Hayami et Iyo Matsumoto. Elles jouent sur leur image d'actuelles mères de famille, interprétant une chanson de genre eurobeat sur Mickey Mouse, qui sort sur deux singles sur le label avex trax, et sur plusieurs compilations "Disney" japonaises. Chiemi Hori quitte le groupe en 2007, qui sort un troisième et dernier single en duo cette année-là.

## Discographie
Singles
- 2005.12.07 : Micky Mouse March (Family Para Para Version)
- 2006.05.03 : Micky Mouse March (Family Para Para Version) (édition CD+DVD)
- 2007.05.02 : I Wanna Dance

Participations à des compilations
- 2007.01.17 : CLUB DISNEY 2007
- 2007.03.07 : Disneymania presents POP PARADE JAPAN
- 2008.02.27 : SUPER DISNEY presents MOUSE☆DANCE